# Carl Fredrik Rothlieb
Carl Fredrik Rothlieb, född 24 november 1783 på Sadeshult i Fagerhults socken, död 8 november 1835 i Stockholm, var en svensk ämbetsman och personhistoriker.
Carl Fredrik Rothlieb var son till kaptenen Carl Fredrik Rothlieb. Han blev student vid Lunds universitet 1798 men flyttade 1800 till Uppsala. År 1803 inträdde han som extraordinarie kanslist vid Inrikes civilexpeditionen, blev extraordinarie kanslist vid riddarhuskansliet 1804, kopist där 1805 och kanslist 1807 samt befordrades 1809 till protokollsekreterare vid Ecklesiastikexpeditionen. Han blev kammarjunkare 1812 och utnämndes 1814 till förste expeditionssekreterare, från vilken befattning han samma år tog avsked. 
Rothlieb var en flitig personhistorisk forskare, särskilt rörande adeln. Han utgav matriklar över de medlemmar av ridderskapet och adeln som introducerades 1794–1823 (3 band, 1807–1823) samt Landt-marskalks-krönika eller biographiska och genealogiska anteckningar om alla svenska landt-marskalkar...  (1–2, 1828–1829). Dessutom publicerade han Beskrifning öfver Skokloster (1819) och Beskrifning öfver kongl. Riddarholmskyrkan (1822) samt utgav en Samling af kongl. förrättningar angående rang (1823, 2:a upplagan 1828). År 1824–1834 redigerade han Stockholms Tidning, som utgavs med understöd ur Karl XIV Johans handkassa. Här publicerade han bland annat många bidrag till Stockholms historia. Rothlieb levde under senare delen av sitt liv i stora ekonomiska svårigheter och dog i armod.